# Automeccanica
Automeccanica war ein griechischer Hersteller von Automobilen.

## Unternehmensgeschichte
Ehemalige Mitarbeiter von Autokinitoviomihania Ellados gründeten 1979 das Unternehmen und begannen mit der Produktion von Automobilen. 1988 wurde Ellados übernommen. 1995 endete die Produktion.

## Fahrzeuge
Das Unternehmen fertigte den Daihatsu Charade in Lizenz. Außerdem entstand auf dieser Basis ein offenes Freizeitauto namens Zebra. Von diesem Modell wurden bis zur Produktionseinstellung im Jahre 1985 etwa 2000 Exemplare hergestellt. 1985 begann die Lizenzfertigung des Lada Niva sowie die Entwicklung eines Cabriolets auf dieser Basis.